# Капустники
Капустники— урочище, бывшее село, на территории Калужской области, погост.
Капустники — праздник Сергея Капустника.

## География
Находилась на территории современного Износковского района Калужской области, на левом берегу речки Рудинки.

## История
В 1782 году погост Капустники, писцовая земля церкви Николая Чудотворца.
В приход села входили деревни Пушкино, Федюково, Никитино, Сергейково, Марьино, Курово, Косилово, Бурцево, Криково, Флорово, Крюковская станция, Курганы, Руденка
С 1864 года на храм Николая Чудотворца, жертвовали крестьянин Фадей Алексеев,петербургский купец Степан Петров,  поручик Вячеслав Станкевич, надворный советник Степан Петрович Петров
Строительство  каменного храма велось в 1900-1909 годах.

## Уроженцы
- Никольская, Антонина Петровна — врач.